# IE7Pro
IE7Pro est un module d'extension (plugin) pour Internet Explorer (version 6, 7 et 8) qui ajoute au navigateur un filtre anti-publicité et une gestion plus intuitive de la souris. Il améliore aussi la gestion des onglets et de l'interface graphique et permet l'exécution de scripts utilisateurs du type Greasemonkey pour IE.

## Un module d'extension modulaire
IE7Pro est divisé en interne en une multitude de modules plus ou moins indépendants les uns des autres. Chaque module peut être activé ou désactivé (non chargé au démarrage) afin d'accélérer le chargement du navigateur au maximum. Cela évite aussi de causer des problèmes de conflits avec des fonctions qui ne sont pas utilisées.
IE7Pro a son propre système d'extension. Il est possible de lui ajouter des modules supplémentaires. Il est aussi possible de créer des modules d'extension en JavaScript, ajoutant de petites fonctionnalités comme sauver la liste des onglets ouverts ou afficher une console JavaScript similaire à Firebug.

## Fonctionnalités
Sont mis entre parenthèses des modules pour FireFox ou Internet Explorer qui ajoutent à peu près la même fonctionnalité.
- Fonctions de base
  - Paramètres généraux
  - Paramètres d'Internet Explorer
  - Gestion de la souris
  - Définition de nouveaux raccourcis clavier
  - Sauvegarde des onglets fermés
  - Reprise en cas de plantage d'Internet Explorer
- Filtre anti-pub (Adblock Plus)
- Scripts et modules d'extension (Greasemonkey)
  - Scripts utilisateurs JScript
  - Modules d'extension JScript
  - Page d'accueil EasyHome
- Correcteur orthographique (MySpell)
- Auto-remplissage des formulaires (RoboForm)
- Gestionnaire de téléchargement (Free Download Manager)
- Suppression des traces de navigations
- Services de synchronisation en ligne
- Barre de recherche améliorée (Inline Search)
- FasterIE (FasterFox)
- Internet Explorer en une fenêtre

Des modules additionnels :
- BBCodeEx
- Image Toolbar (IE6-like)
- Fermer dans la barre des tâches

Des modules déjà existants :
- Surfez anonymement
- Console Firebug-like
- Listes d'onglets
- Traducteur en ligne
- Adresse IP du serveur
- Google PageRank